# Lauda (Lidzbark Warmiński)
Lauda (deutsch Lawden) ist ein Dorf in der polnischen Woiwodschaft Ermland-Masuren. Es gehört zur Landgemeinde Lidzbark Warmiński (Heilsberg) im Powiat Lidzbarski (Kreis Heilsberg).

## Geographische Lage
Lauda liegt im nördlichen Westen der Woiwodschaft Ermland-Masuren, fünf Kilometer westlich der Kreisstadt Lidzbark Warmiński (Heilsberg).

## Geschichte

Lawden am Nordwestrand des Schlachtgebiets

Das kleine Dorf Lawden bestand aus mehreren kleinen Höfen und Gehöften.
Am 10. Juni 1807 war das Dorf einer der Austragungsorte der Schlacht bei Heilsberg zwischen französischen und russischen Truppen.
Als eine Landgemeinde wurde der Lawden 1874 in den neu errichteten Amtsbezirk Heilsberg aufgenommen. Er gehörte zum ostpreußischen Kreis Heilsberg im Regierungsbezirk Königsberg und bestand bis 1945.
Im Jahre 1910 waren 164 Einwohner in Lawden gemeldet. Ihre Zahl belief sich im Jahre 1933 auf 163 und im Jahre 1939 auf 153.
In Kriegsfolge wurde 1945 das gesamte südliche Ostpreußen an Polen abgetreten. Lawden erhielt die polnische Namensform „Lauda“ und ist heute eine Ortschaft innerhalb der Gmina Lidzbark Warmiński (Landgemeinde Heilsberg), von 1975 bis 1998 der Woiwodschaft Olsztyn, seither der Woiwodschaft Ermland-Masuren zugehörig. Im Jahre 2021 zählte Lauda 130 Einwohner.

## Religion
Lauda gehört heute wie Lawden bereits vor 1945 zur römisch-katholischen Pfarrei in Lidzbark Warmiński (Heilsberg), jetzt im Erzbistum Ermland gelegen.
Bis 1945 war Lawden auch in die evangelische Kirche Heilsberg in der Kirchenprovinz Ostpreußen der Kirche der Altpreußischen Union eingegliedert. Heute ist Lauda der Diözese Masuren der Evangelisch-Augsburgischen Kirche in Polen zugeordnet.

## Verkehr
Lauda liegt an der verkehrsreichen polnischen Woiwodschaftsstraße 513 (hier im Abschnitt der einstigen deutschen Reichsstraße 142), die die Städte Pasłęk (Preußisch Holland), Orneta (Wormditt) und Lidzbark Warmiński (Heilsberg) miteinander verbindet und weiter bis nach Wozławki (Wuslack) führt. Nebenstraßen von den Nachbarorten Redy (Retsch) und Bobrownik (Bewernick) enden in Lauda.
Bis 1945 hatte Lawden über Heilsberg Anschluss an den Bahnverkehr: die Stadt war Bahnstation an der Bahnstrecke Schlobitten–Wormditt–Heilsberg–Rastenburg–Angerburg. Die Strecke ist geschlossen und die Anlagen sind demontiert.